# Marie Valeriebrug

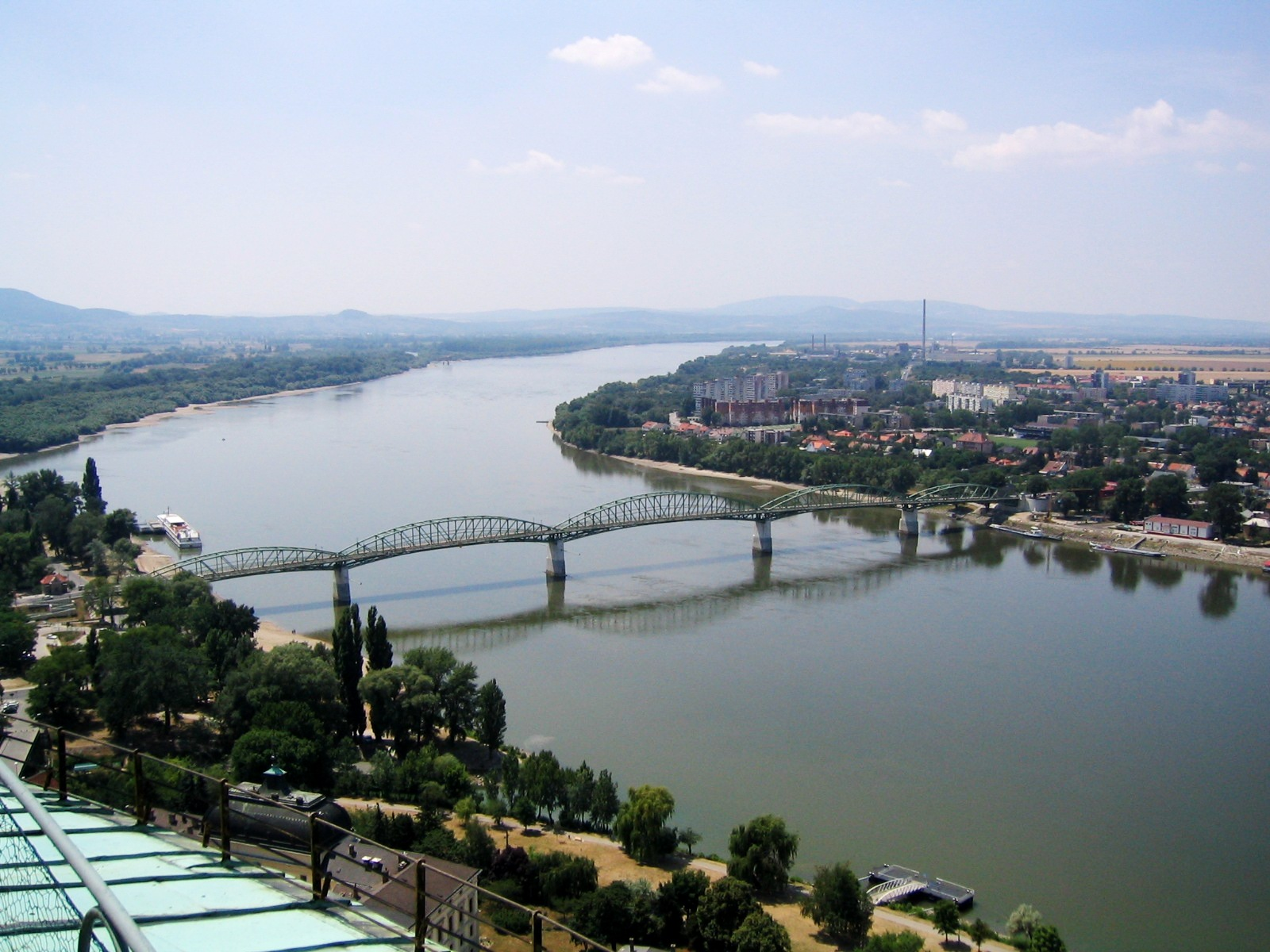
De Marie Valeriebrug vanaf de basiliek van Esztergom

De Marie Valeriebrug (Hongaars: Mária Valéria híd, Slowaaks: Most Márie Valérie) is een meer dan 500 meter lange brug over de Donau, die de Slowaakse stad Štúrovo en de Hongaarse stad Esztergom met elkaar verbindt. De brug is vernoemd naar prinses Marie Valerie van Oostenrijk-Hongarije. De brug dateert oorspronkelijk uit 1895 en is ontworpen door ingenieur János Feketeházy, wiens naam ook aan verschillende andere Donaubruggen is verbonden.
Sinds de opening in 1895 werd de Marie Valeriebrug twee keer vernield. De eerste keer was in juli 1919, waarna de brug op aandringen van de Donaucommissie werd herbouwd. De brug was inmiddels op de grens tussen Hongarije en de nieuwe republiek Tsjechoslowakije komen te liggen. Het herstel was in 1927 voltooid.
Op 26 december 1944 werd de brug opgeblazen door zich terugtrekkende Duitse troepen. Omdat Tsjechoslowakije en Hongarije tijdens de Koude Oorlog geen overeenstemming wisten te bereiken, duurde het nog bijna 60 jaar tot er met de reconstructie van de Marie Valeriebrug begonnen kon worden. Uiteindelijk werd de brug op 11 oktober 2001 heropend. De Europese Unie stelde in het kader van het PHARE-programma een subsidie van 10 miljoen euro ter beschikking, goed voor ongeveer de helft van de bouwkosten. De reconstructie van de brug heeft een positieve bijdrage opgeleverd voor de lokale industrie en was een stimulans voor de economie in de euroregio Ister-Granum.